# 28. konjeniški polk (Italija)
28. konjeniški polk Cavalleggeri di Treviso je bil konjeniški polk (Kraljeve italijanske kopenske vojske) in Italijanske kopenske vojske.